# C. Viréen
C. Viréen var en svensk målare verksam under senare delen av 1800-talet.
För Torhamns kyrka i Blekinge utförde han 1885 en altarmålning som var en kopia efter original från 1769. Altartavlan ersattes under 1950-talet med en muralmålning utförd av Gunnar Torhamn. Efter att den tidigare altarmålningen genomgått restaurering för konservator Herman Andersson placerades den på Blekinge museum. För Aspö kyrka målade en altartavla med motivet Korsfästelsen 1885.